# Wapenvliegen
De wapenvliegen (Stratiomyidae) zijn een familie uit de orde van de tweevleugeligen (Diptera) en de onderorde van de vliegen (Brachycera). Wereldwijd omvat de familie zo'n 385 genera en 2690 soorten. In Nederland is de waarneming van 54 soorten wapenvliegen gemeld waarvan 45 soorten als in Nederland gevestigde soorten erkend zijn.

## Kenmerken en sekseonderscheid
Wapenvliegen zijn bloembezoekers met een lengte die kan variëren van 2 tot 30 mm. De kleinste soorten vindt men onder de speldenknopjes. De zeldzame kalklangsprietwapenvlieg is met een lengte van 12 tot 16 mm de grootste soort wapenvlieg die in Nederland voorkomt. Bij de mannetjes raken de bolvormige facetoogen elkaar boven op de kop terwijl de ogen bij de vrouwtjes meestal van elkaar gescheiden zijn.

## Nederlandse soorten
De namen van de in Nederland gevestigde soorten zijn:
- Bont verfdrupje
- Bronlangsprietwapenvlieg
- Bronverfdrupje
- Bronzen metaalwapenvlieg
- Donkere stekelwapenvlieg
- Epauletverfdrupje
- Geelpoot-stekelwapenvlieg
- Geelpoot-speldenknopje
- Geelpoot-wapenvlieg of Geelpoot-metaalwapenvlieg
- Geelsprietglimwapenvlieg
- Gewone langsprietwapenvlieg
- Groene glimwapenvlieg
- Groene stekelwapenvlieg
- Groen verfdrupje
- Grootoogspeldenknopje
- Grote moeraswapenvlieg
- Grote stekelwapenvlieg
- Harige langsprietwapenvlieg
- Herfstmetaalwapenvlieg
- Kalklangsprietwapenvlieg of Kameleonwapenvlieg
- Kalkverfdrupje
- Kleine moeraswapenvlieg
- Kleine stekelwapenvlieg
- Kleinoogspeldenknopje
- Koperen metaalwapenvlieg
- Kreken-snuitwapenvlieg
- Kwelder-snuitwapenvlieg
- Kwelmoeraswapenvlieg
- Mosverfdrupje
- Oranje stekelwapenvlieg
- Roodrugwapenvlieg
- Schildspeldenknopje
- Veenmoeraswapenvlieg
- Zilvervlekspeldenknopje
- Zilveren moeraswapenvlieg
- Zuidelijke stekelwapenvlieg
- Zwarte glimwapenvlieg
- Zwarte moeraswapenvlieg
- Zwarte snuitwapenvlieg
- Zwartpoot-stekelwapenvlieg
- Zwart speldenknopje
- Zwart verfdrupje
- Zwartvlerk-stekelwapenvlieg
- Zwart-witte snuitwapenvlieg

## Fotogalerij

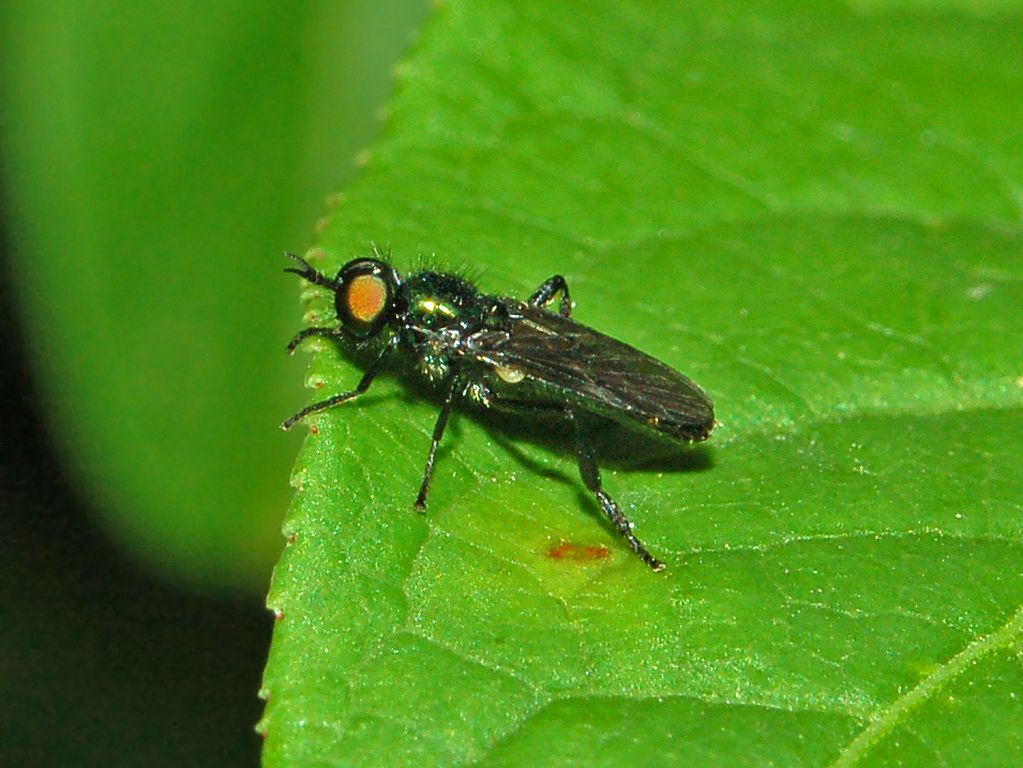
Groene stekelwapenvlieg Actina chalybea
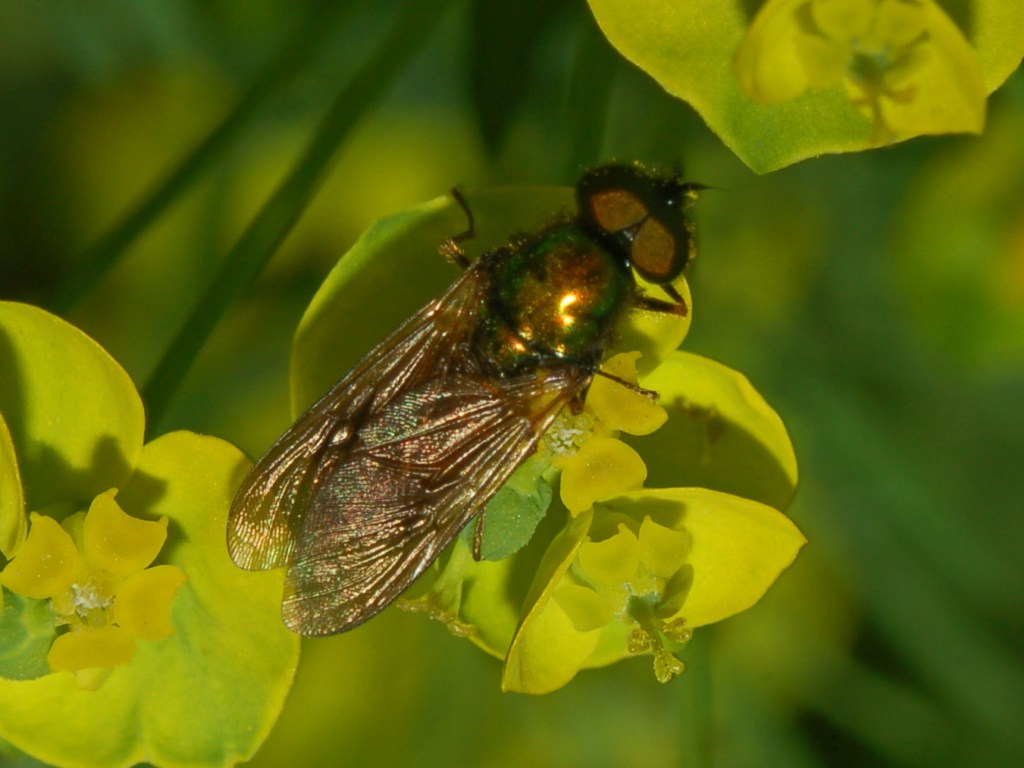
Prachtwapenvlieg Chloromyia formosa
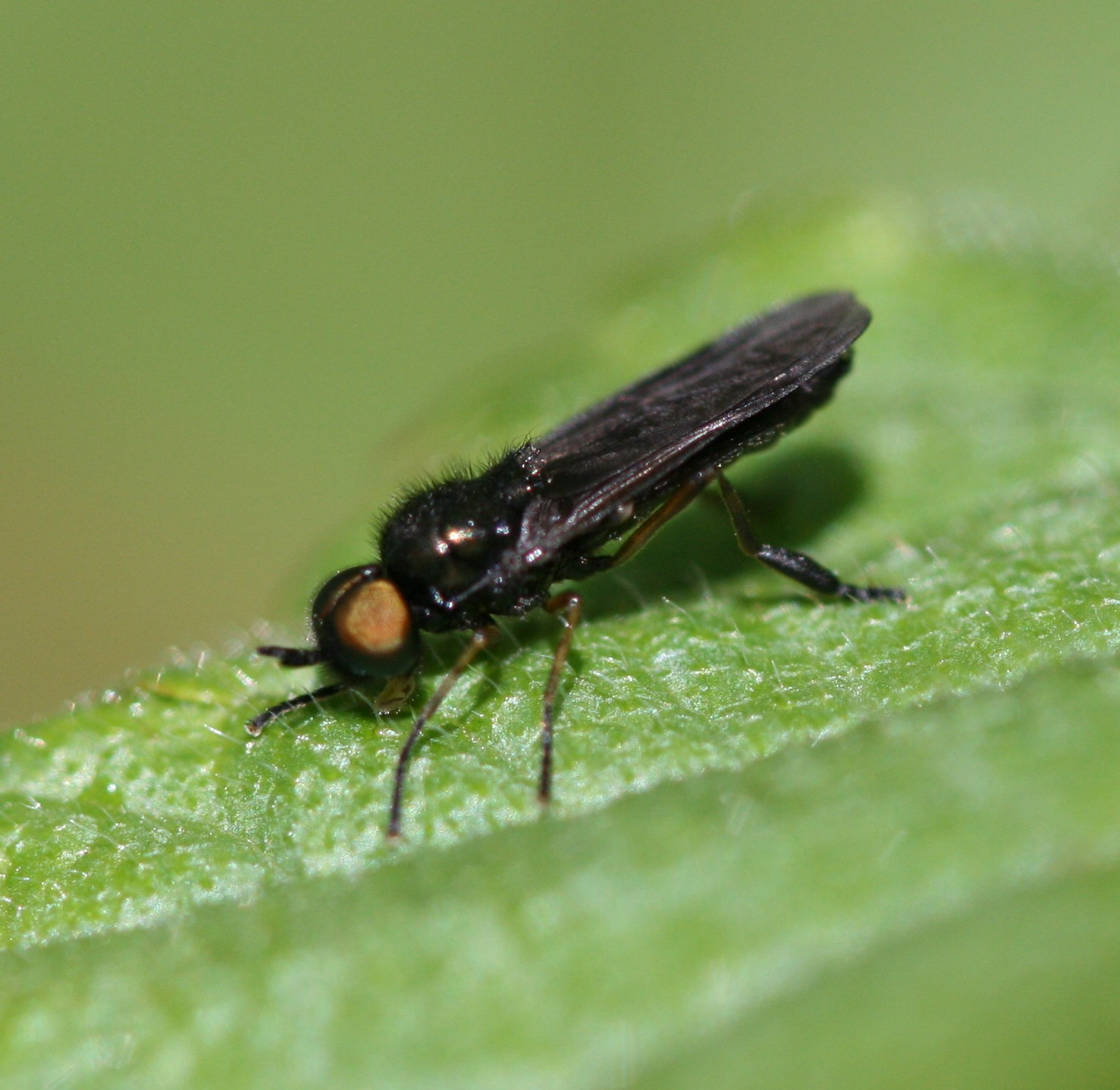
Kleine stekelwapenvlieg Beris chalybata
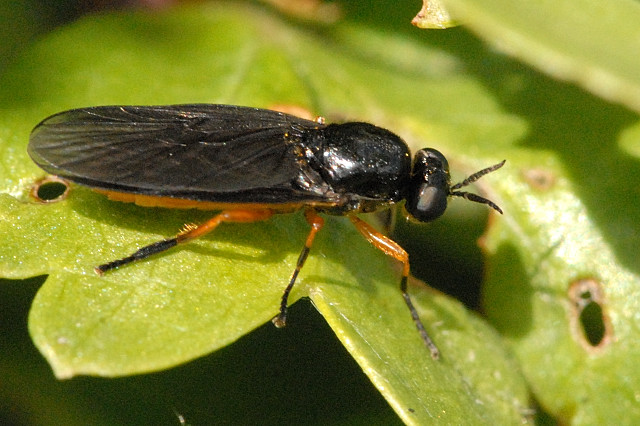
Zwartvlerk-stekelwapenvlieg Beris clavipes
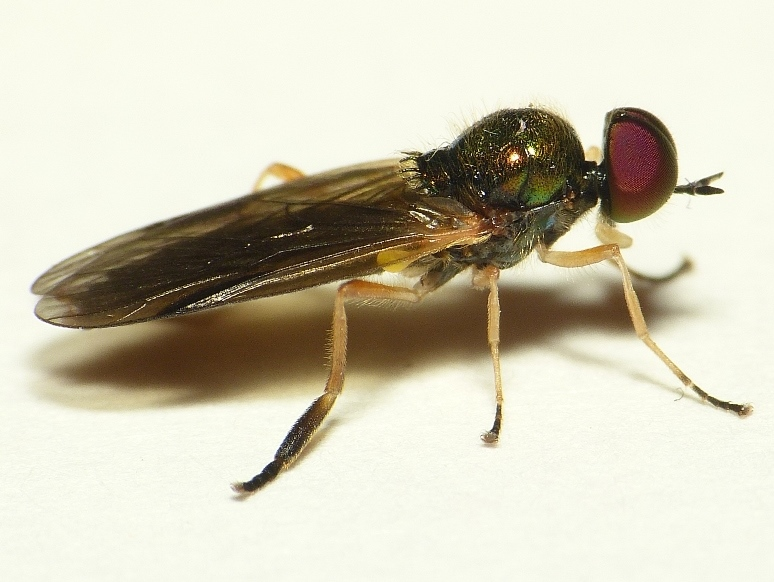
Grote stekelwapenvlieg Beris morrisii
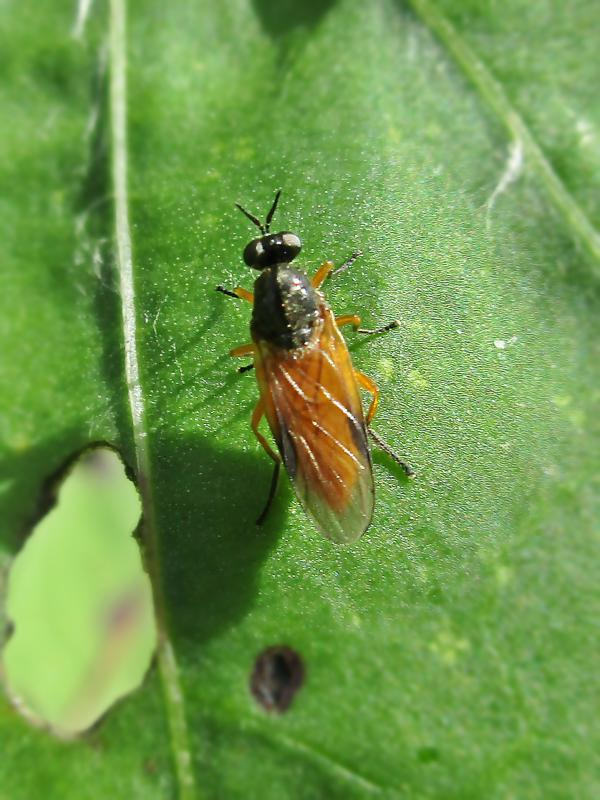
Oranje stekelwapenvlieg Beris vallata
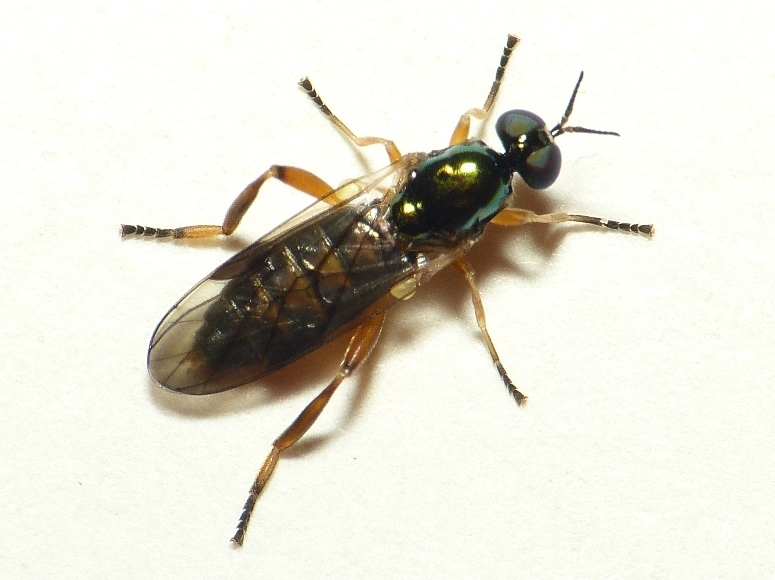
Geelpoot-stekelwapenvlieg Chorisops tibialis
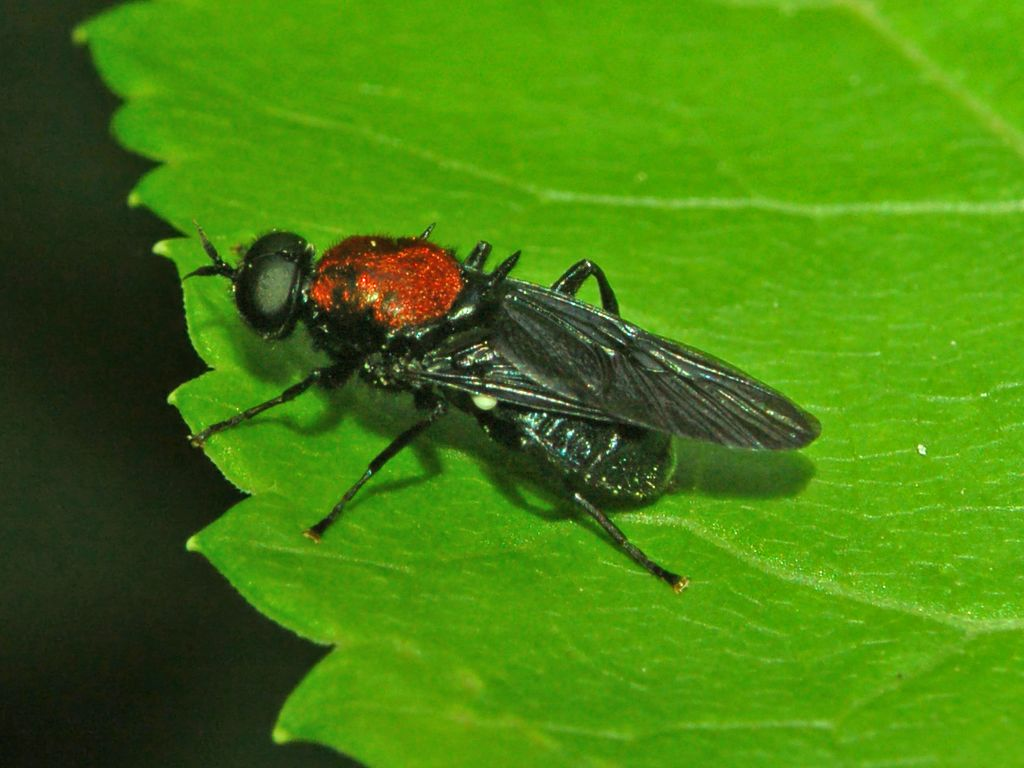
Roodrugwapenvlieg Clitellaria ephippium
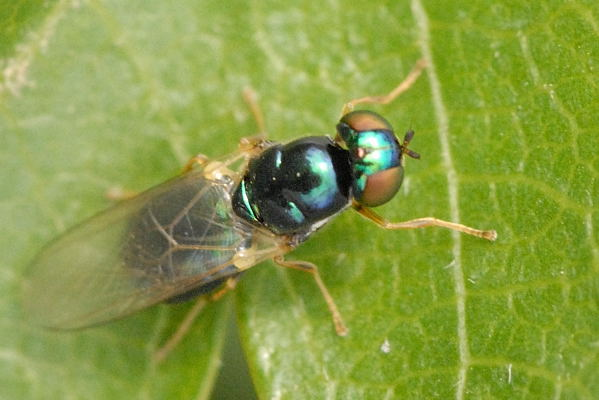
Zwarte glimwapenvlieg Microchrysa cyaneiventris
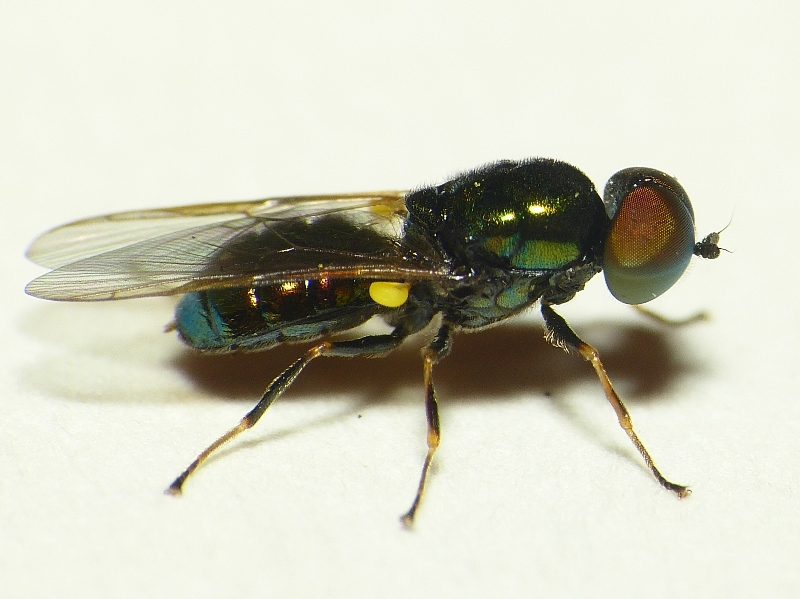
Groene glimwapenvlieg Microchrysa polita
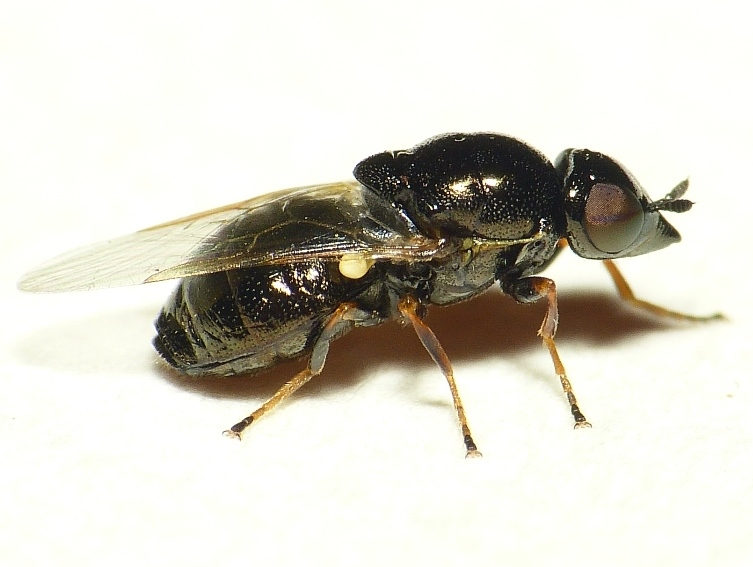
Zwarte snuitwapenvlieg Nemotelus nigrinus
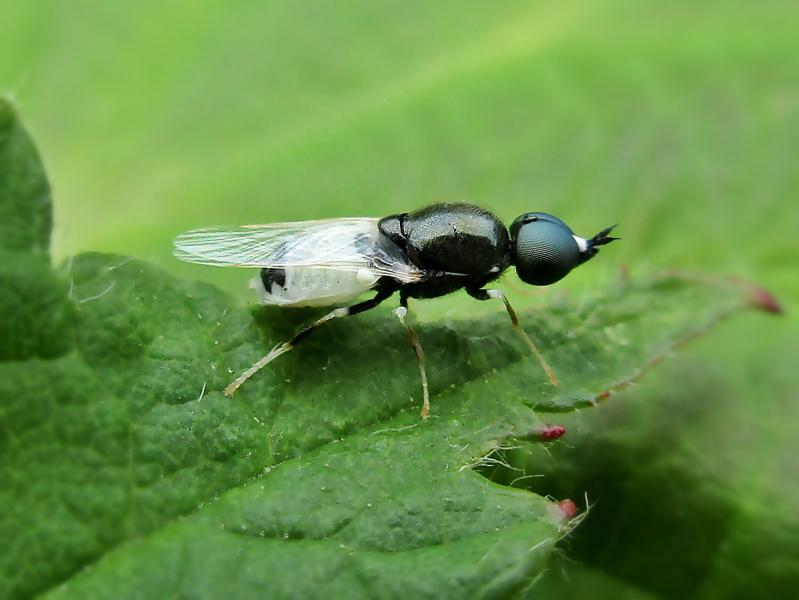
Zwart-witte snuitwapenvlieg Nemotelus pantherinus
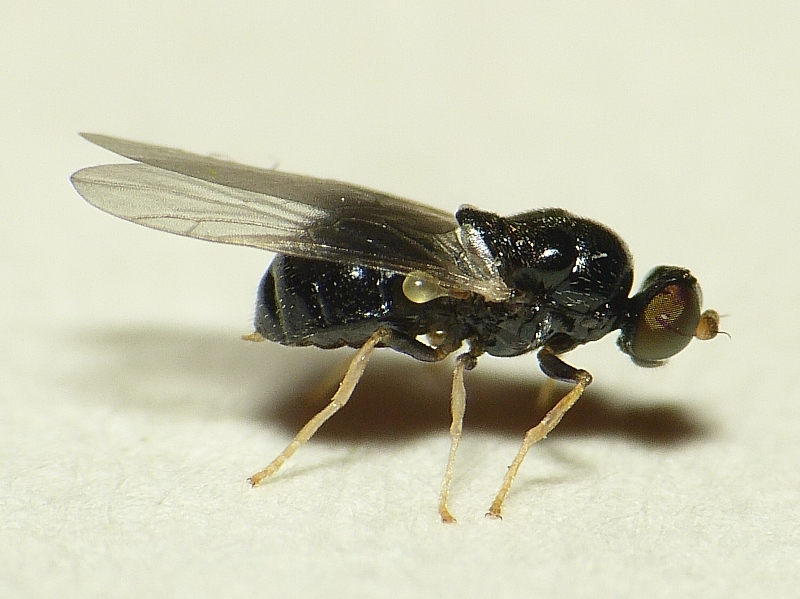
Zilvervlekspeldenknopje Neopachygaster meromelas
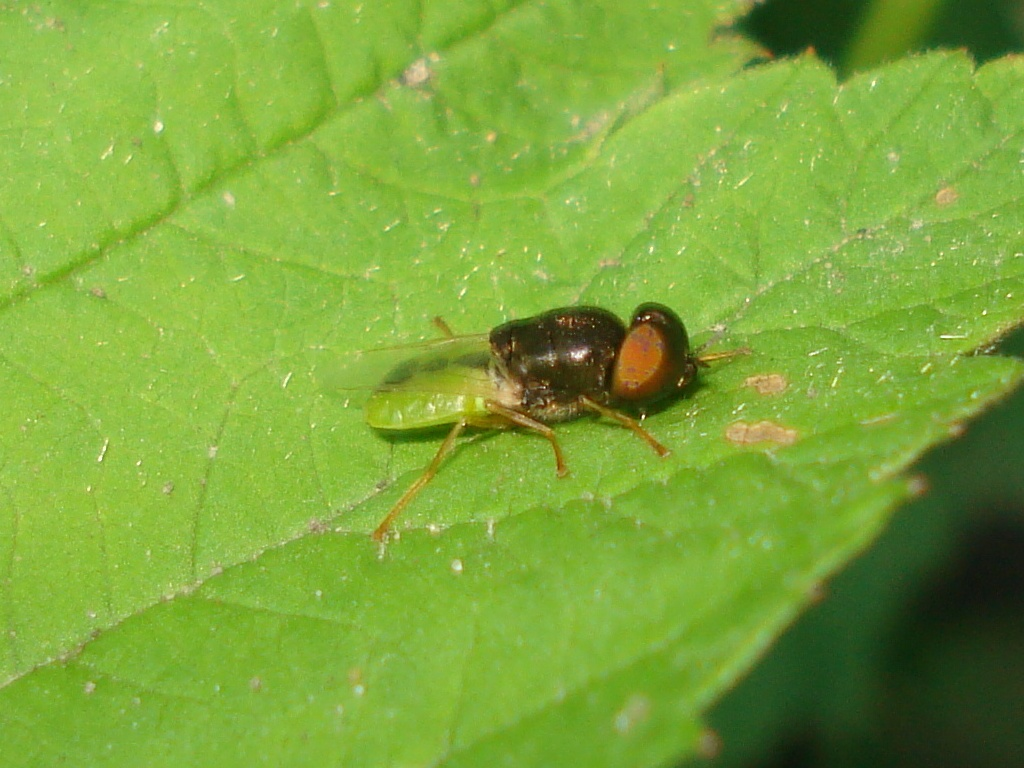
Veenmoeraswapenvlieg Odontomyia angulata
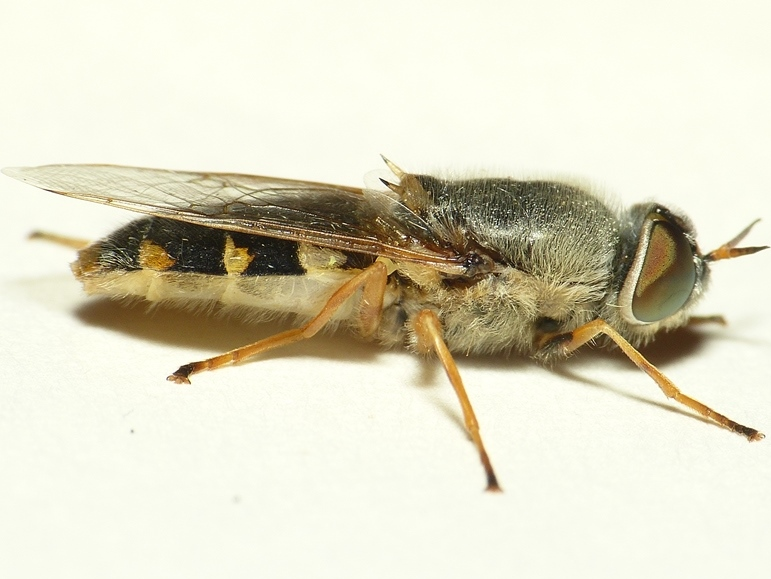
Grote moeraswapenvlieg Odontomyia ornata
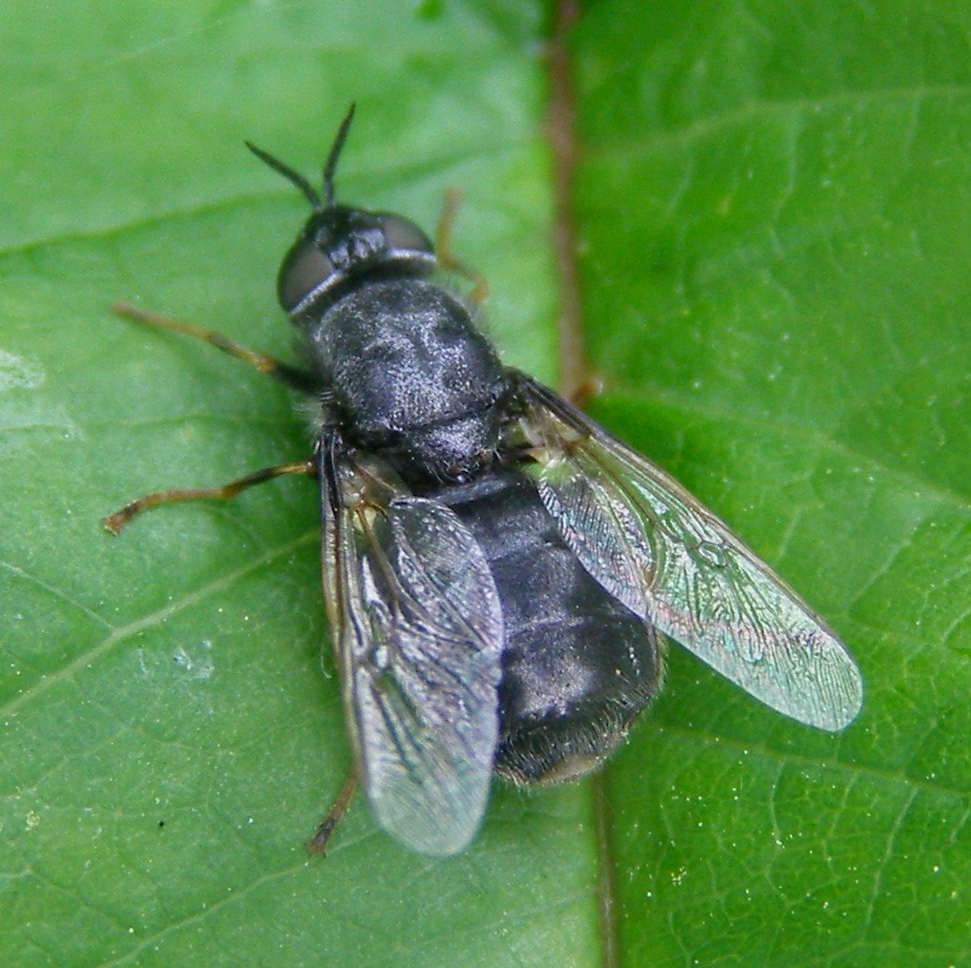
Zwarte moeraswapenvlieg Odontomyia tigrina
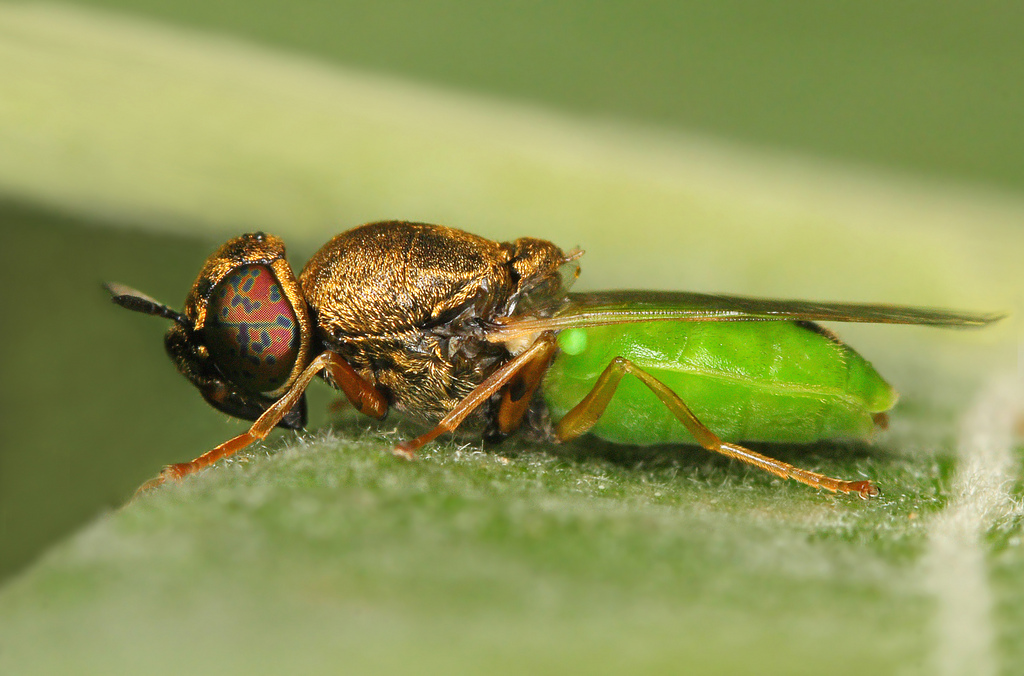
Kleine moeraswapenvlieg Oplodontha viridula
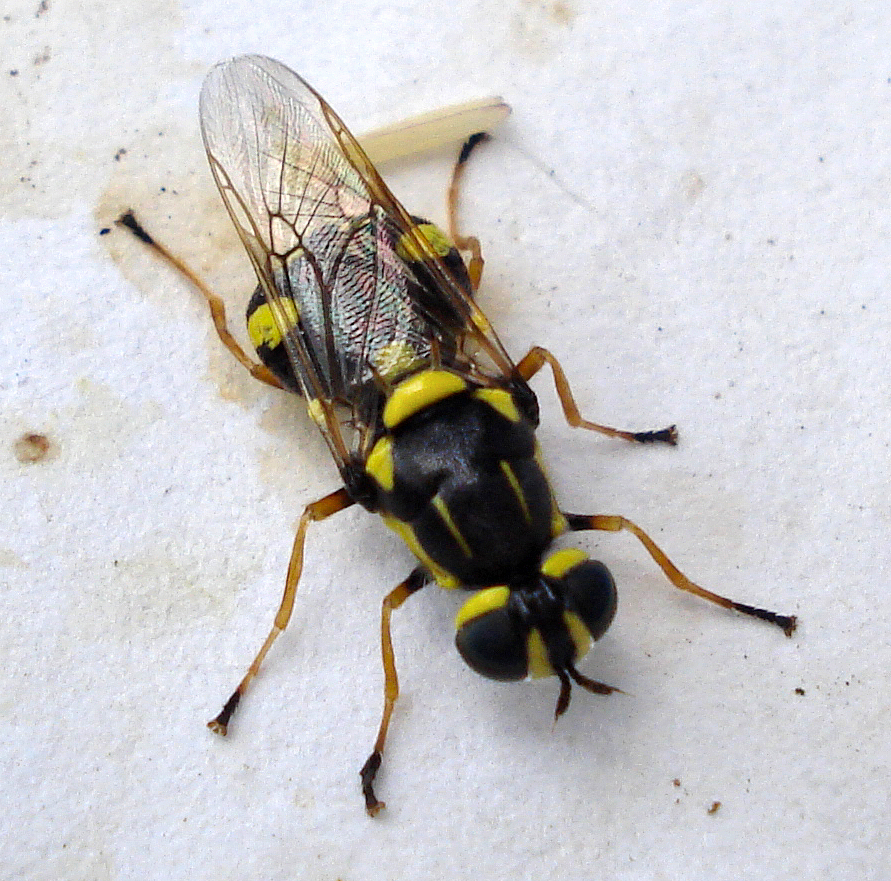
Bont verfdrupje Oxycera rara
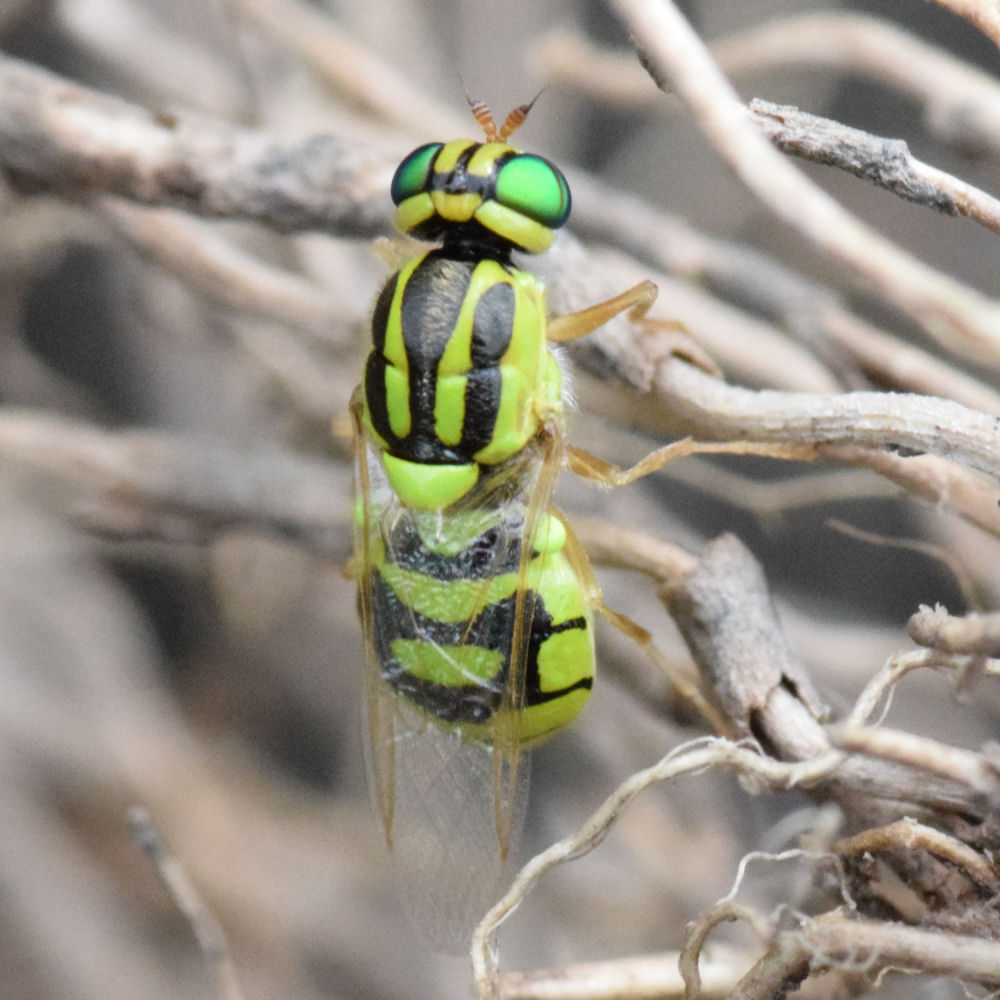
Groen verfdrupje Oxycera trilineata
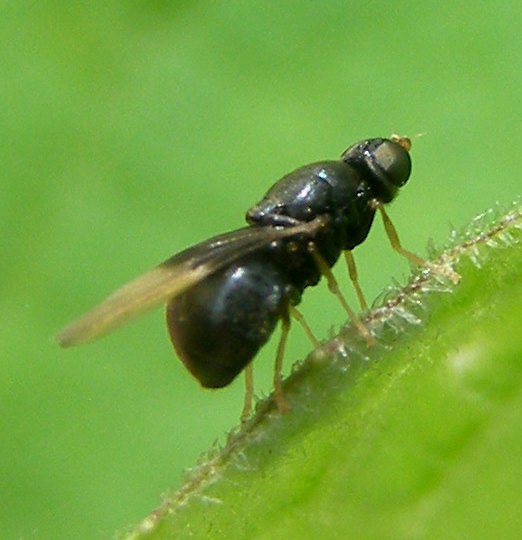
Zwart speldenknopje Pachygaster atra
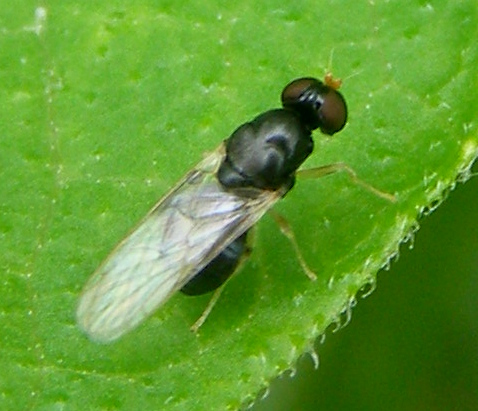
Geelpoot-speldenknopje Pachygaster leachii
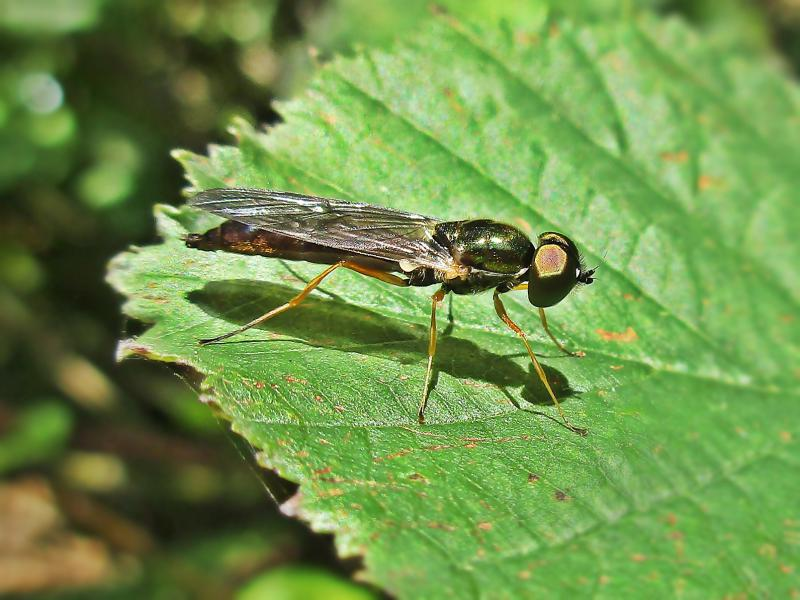
Herfstmetaalwapenvlieg Sargus bipunctatus
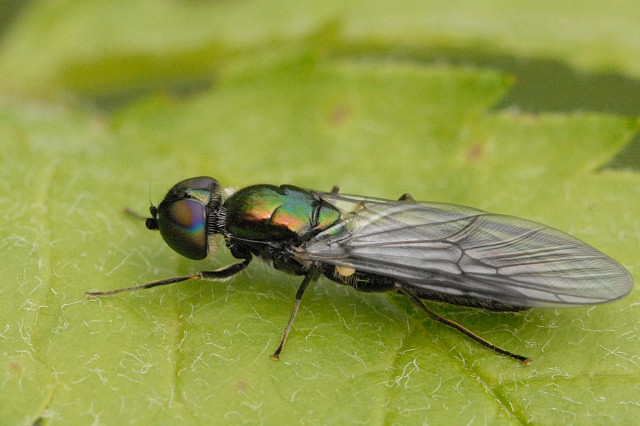
Bronzen metaalwapenvlieg Sargus iridatus
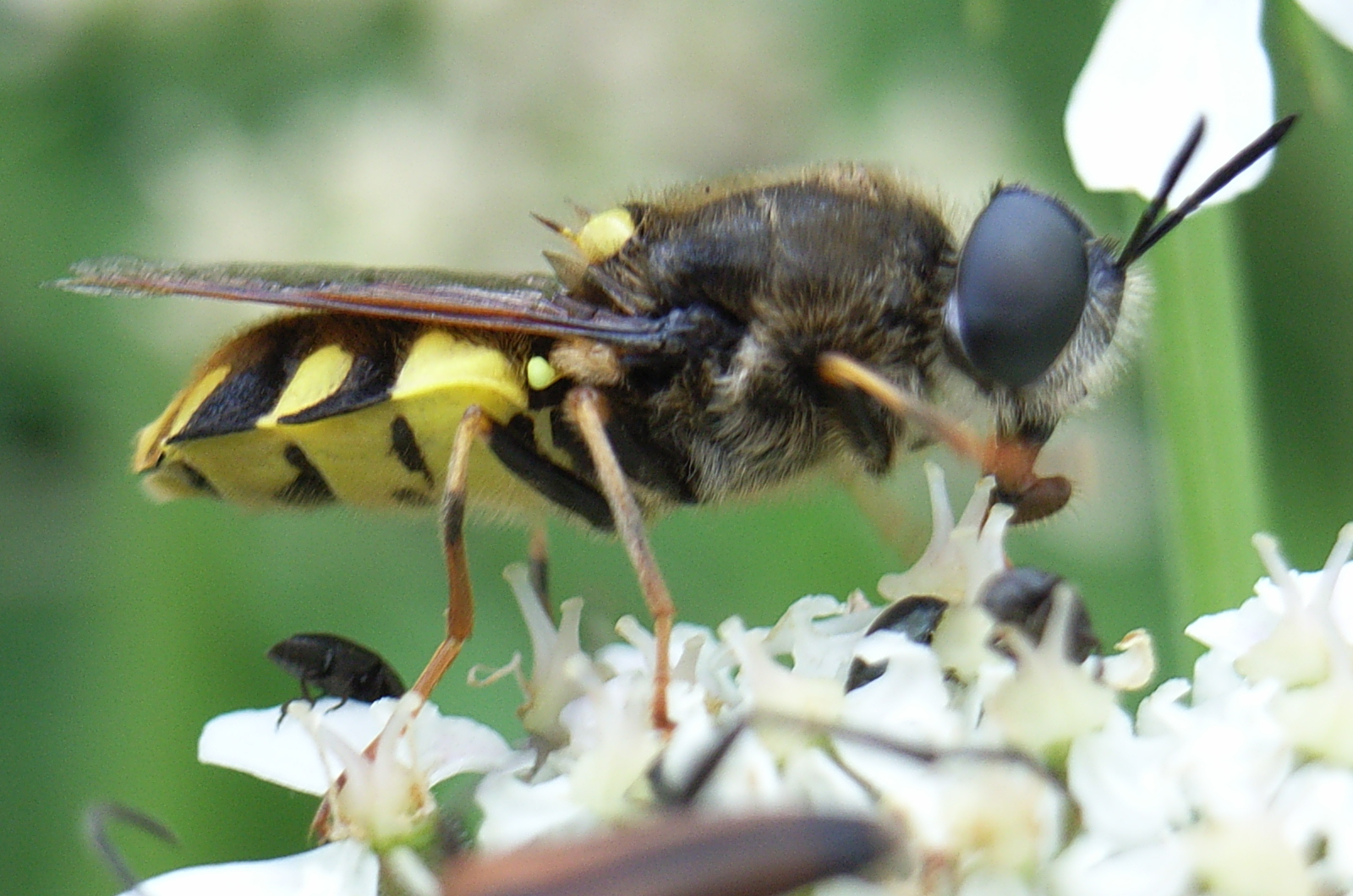
Kalklangsprietwapenvlieg Stratiomys chamaeleon
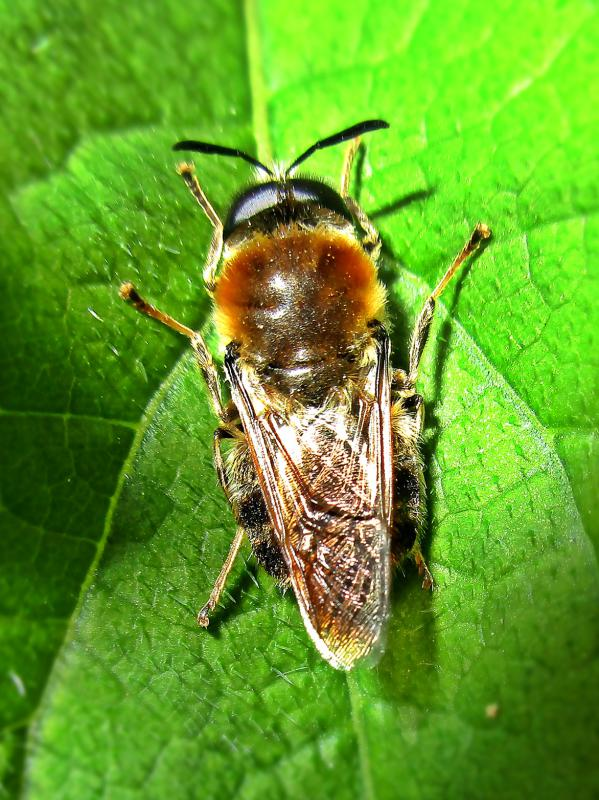
Harige langsprietwapenvlieg Stratiomys longicornis
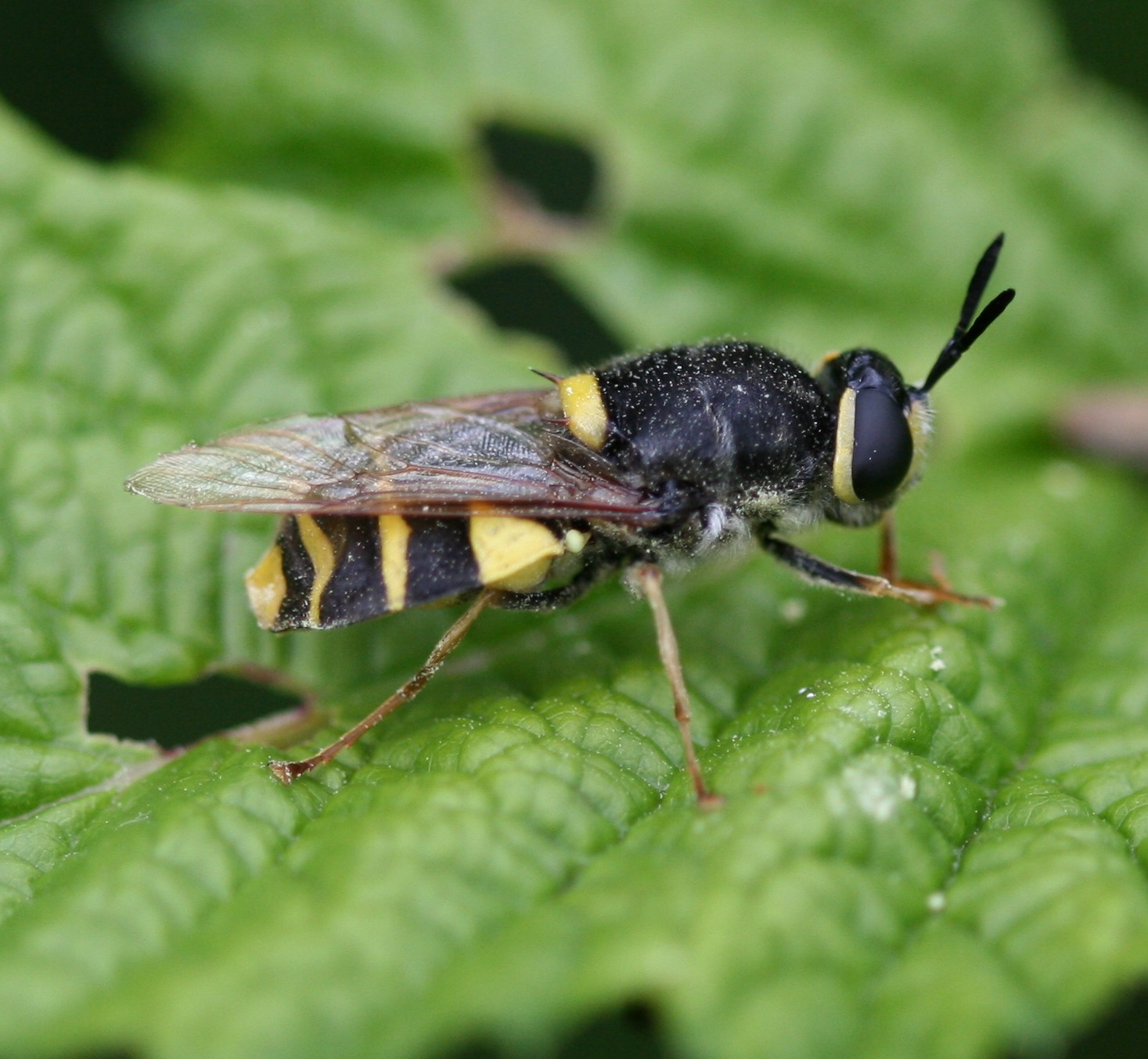
Bronlangsprietwapenvlieg Stratiomys potamida
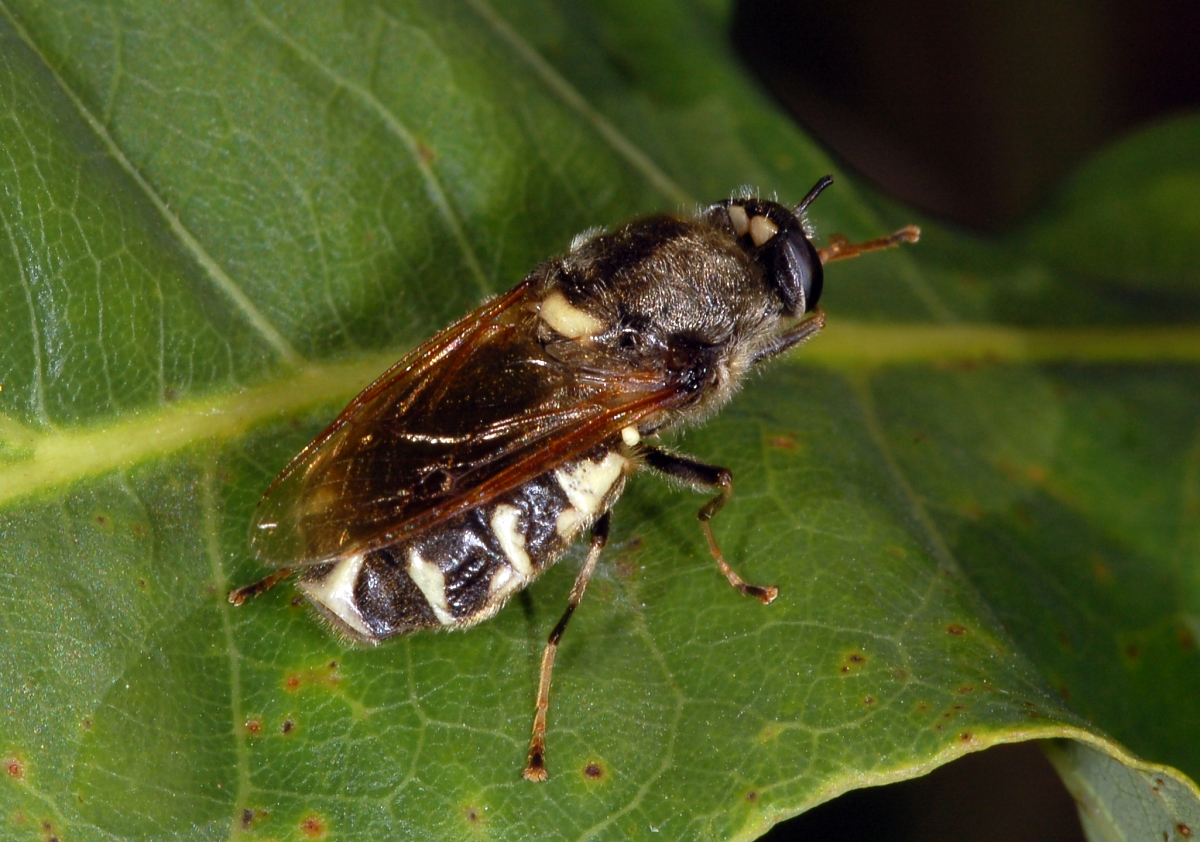
Gewone langsprietwapenvlieg Stratiomys singularior
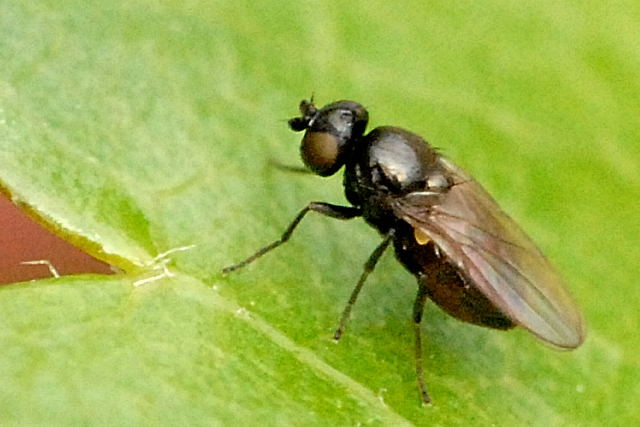
Grootoogspeldenknopje Zabrachia tenella